# Рубероидный Завод (платформа)
Руберо́идный Заво́д (5-я площадка) — платформа Дальневосточной железной дороги, расположена в городе Хабаровске.

## Описание
Название получила от Хабаровского картонно-рубероидного завода (ныне Завод кровельных материалов «Далькровля»). Имеет также обиходное наименование «5-я площадка» как пятая по счёту остановка от главного вокзала города. 2 пассажирских путей, оборудованных 2 боковыми прямыми высокими платформами. В отдалении — ещё 7 грузовых путей. Для прохода к одной из платформ и перехода через всё железнодорожное полотно имеется стальной пешеходный мост.

## Пригородное сообщение
Электропоезда следуют до станций:
- От Хабаровска I:
  - Вяземская
  - Хор
  - Кругликово

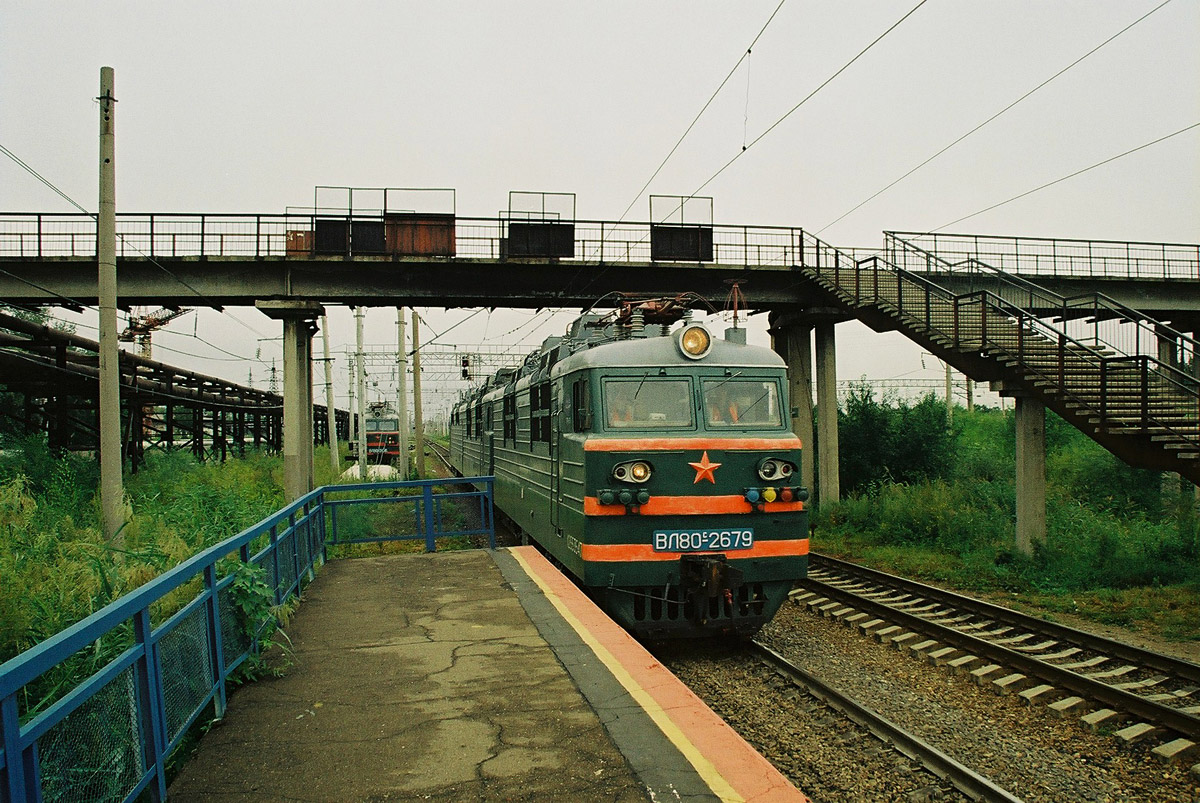
Вид с платформы в сторону пешеходного моста
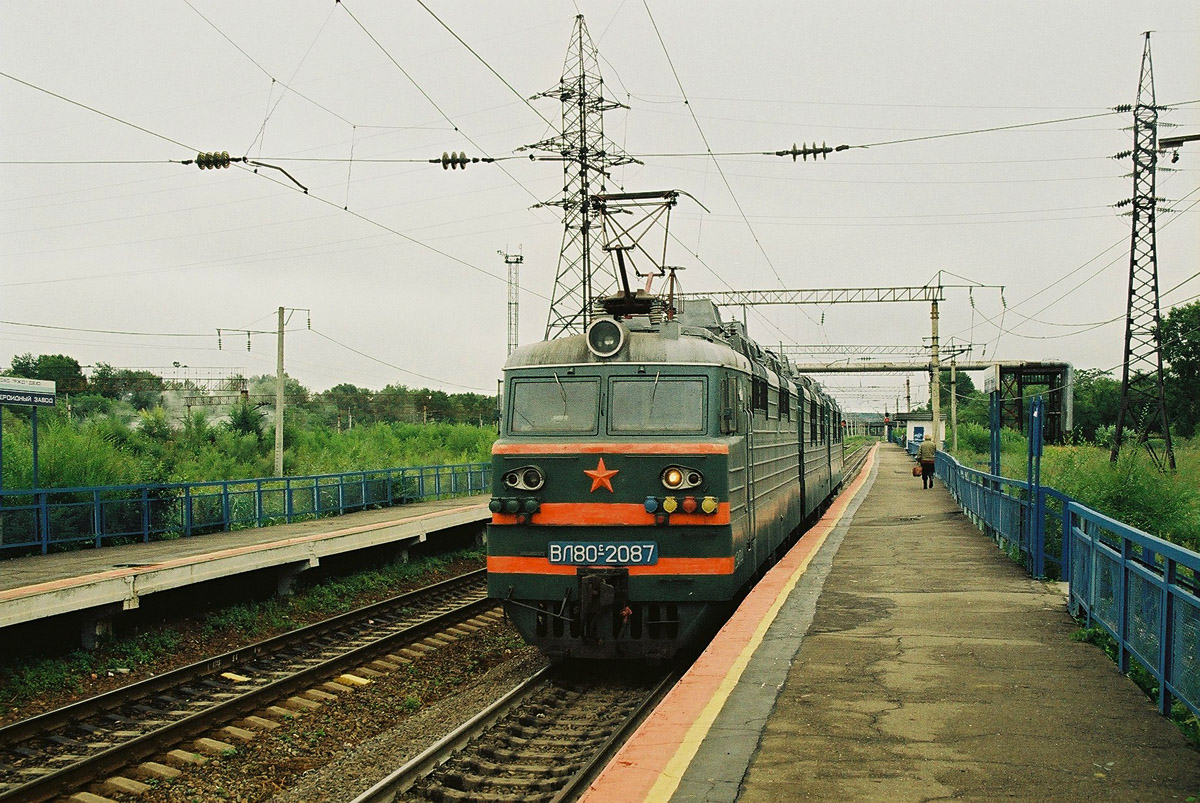
Вид с платформы в противоположную сторону